# Đại sứ quán Cuba tại Luân Đôn
Đại sứ quán Cuba tại Luân Đôn là cơ quan đại diện ngoại giao của Cộng hòa Cuba tại Vương quốc Liên hiệp Anh. Đại sứ hiện tại là Ngài Bárbara Montalvo Álvarez.

## Hình ảnh

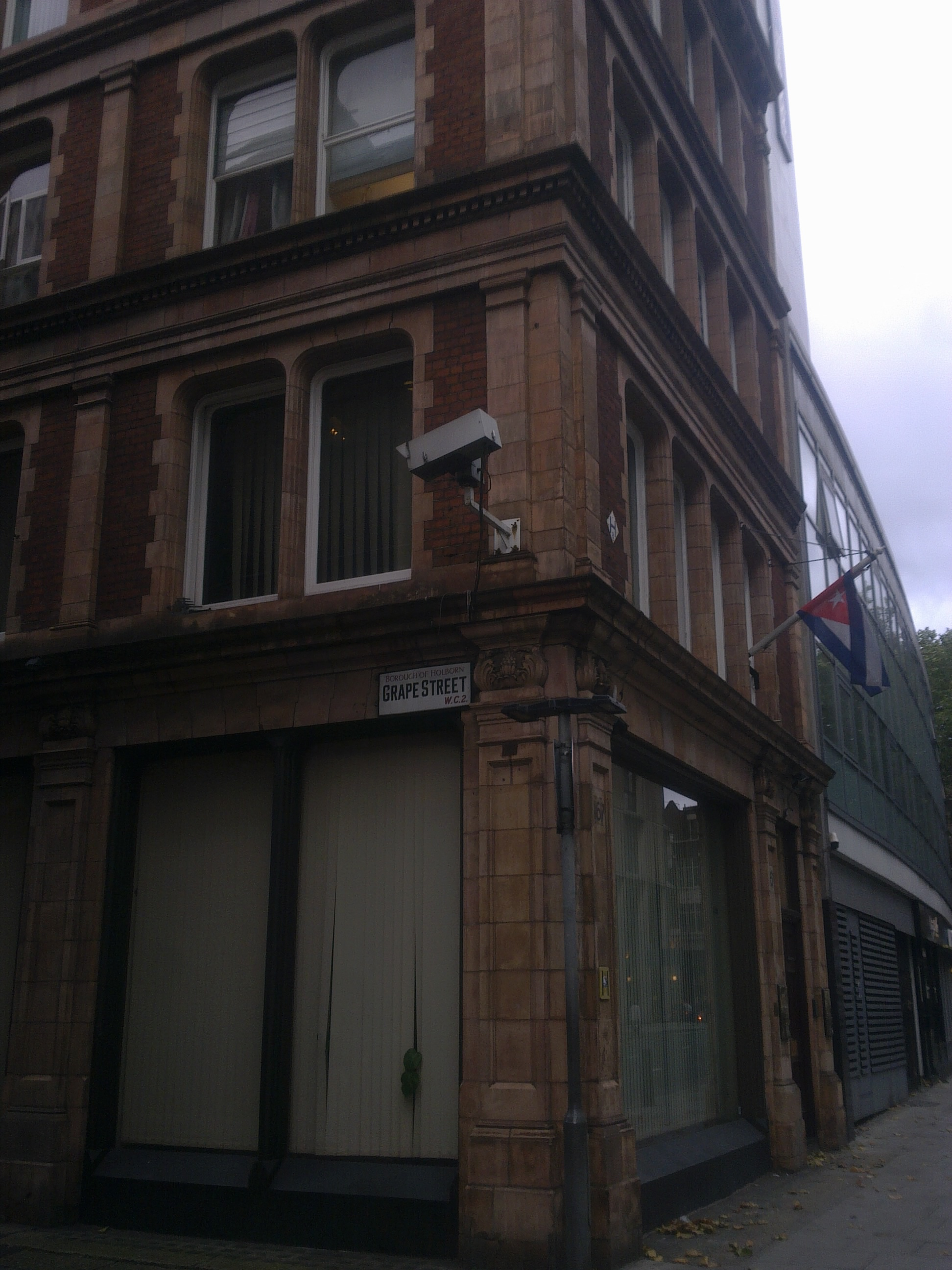
Một góc Đại sứ quán
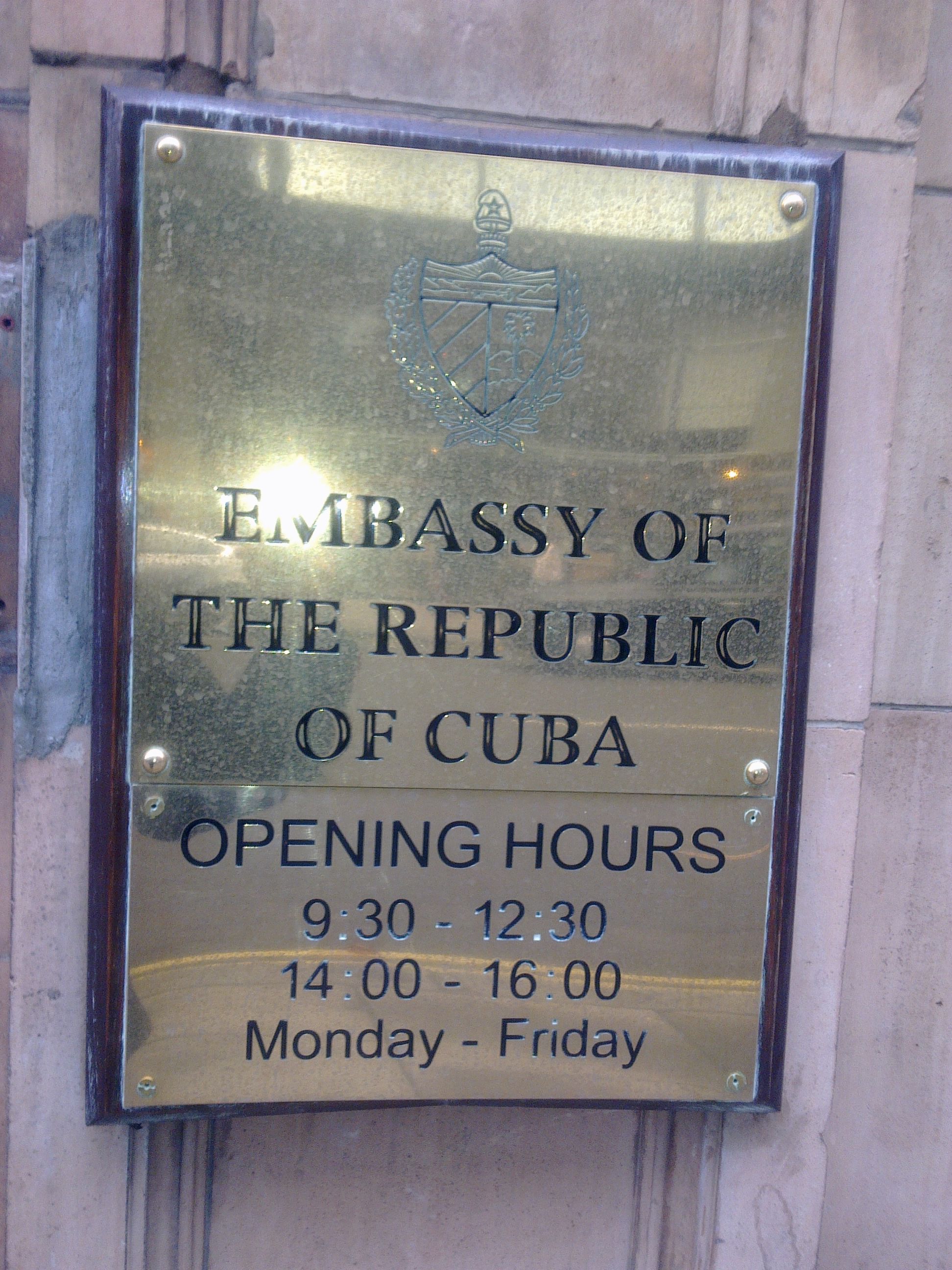
Tấm bảng bên ngoài đại sứ quán mô tả Quốc huy Cuba